# Una mujer
Albums de Mireille Mathieu
Embrujo
(1989)
Una mujer est un album entièrement en espagnol de Mireille Mathieu datant de 1991.

## Chansons de l'album
1. Una Mujer (Carlos Toro/R. Martínez/R. Trabuchelli)
2. Santa Maria del Mar (Günther Behrle/Christian Bruhn/Maria Lar)
3. Mañana (P. Tamarit/R. Martínez/R. Trabuchelli)
4. Vivir de Sueños (Carlos Toro/R. Trabuchelli)
5. Tres Campanas (Les trois cloches) (Jean Villard/J. Badia)
6. Tal vez Amor (Perhaps love) (John Denver/Carlos Toro)
7. Seńor (Mon dieu) (Michel Vaucaire/Charles Dumont/Maria Lar)
8. Immenso Amor (E. Castro/R. Martínez/R. Trabuchelli)
9. La vie en rose (français et espagnol) (Édith Piaf/Louiguy/Carmen Serrano)
10. Viento (La mia canzone al vento) (C. A. Bixio-Cherubini/Luis G. Escolar)
11. Gotas de Lluvia (Carlos Toro/R. Trabuchelli)